# Dig (programme informatique)
Pour les articles homonymes, voir Dig.
dig (de l'anglais domain information groper) est un client de type Unix en ligne de commande, permettant d'interroger des serveurs DNS. Sous Linux, il est disponible dans le package dnsutils. Sous Fedora, le package est bind-utils.

## Utilisation
Voici comment demander les enregistrements de type A (adresse IP, le type par défaut), pour le nom fr.wikipedia.org :
```
% dig fr.wikipedia.org.
...
;; ->>HEADER<<- opcode: QUERY, status: NOERROR, id: 51006
;; flags: qr rd ra; QUERY: 1, ANSWER: 16, AUTHORITY: 3, ADDITIONAL: 3
...
;; ANSWER SECTION:
fr.wikipedia.org.       1652    IN      CNAME   rr.wikimedia.org.
rr.wikimedia.org. 1068    IN      A       207.142.131.202
...
```

Si on souhaite un autre type d'enregistrement, on peut le spécifier sur la ligne de commandes.
Par exemple, pour un enregistrement MX :
```
 
%
 
dig
 
MX
 
wikipedia.org.
 

 
...

 
;;
 
->>HEADER
<<- opco
de:
 
QUERY,
 
status:
 
NOERROR,
 
id:
 
13841

 
;;
 
flags:
 
qr
 
aa
 
rd
 
ra
;
 
QUERY:
 
1
,
 
ANSWER:
 
2
,
 
AUTHORITY:
 
0
,
 
ADDITIONAL:
 
0

 
...

 
;;
 
ANSWER
 
SECTION:

 
wikipedia.org.
          
3600
    
IN
      
MX
      
50
 
pascal.knams.wikimedia.org.

 
wikipedia.org.
          
3600
    
IN
      
MX
      
10
 
mail.wikimedia.org.

```

Enfin, on peut aussi désigner un serveur particulier, par exemple ici pour connaitre les serveurs de noms de ".fr" tels qu'ils sont connus des serveurs racine :
```
 
%
 
dig
 
@f.root-servers.net
 
NS
 
fr.

 
...

 
;;
 
->>HEADER
<<- opco
de:
 
QUERY,
 
status:
 
NOERROR,
 
id:
 
51518

 
;;
 
flags:
 
qr
 
rd
;
 
QUERY:
 
1
,
 
ANSWER:
 
0
,
 
AUTHORITY:
 
9
,
 
ADDITIONAL:
 
12

 
...

 
;;
 
AUTHORITY
 
SECTION:

 
fr.
                     
172800
  
IN
      
NS
      
B.EXT.NIC.fr.

 
fr.
                     
172800
  
IN
      
NS
      
B.NIC.fr.

 
fr.
                     
172800
  
IN
      
NS
      
C.EXT.NIC.fr.

 
fr.
                     
172800
  
IN
      
NS
      
C.NIC.fr.

 
...

```

Dans la réponse, on trouve des indicateurs (flags), le plus important est sans doute aa (authoritative answer) qui, lorsqu'il est présent, indique que la réponse vient directement d'un serveur faisant autorité.
Dans la réponse, l'état (status) indique si la requête a été couronnée de succès ou pas. NOERROR dit que oui, NXDOMAIN (No such domain) que le nom n'existe pas, SERVFAIL (Server failure) que le serveur de noms est mal configuré, etc. Notons qu'on peut avoir NOERROR et pas de réponse, par exemple si le nom existe mais ne contient pas d'enregistrements du type demandé.
dig n'est pas limité à l'IPv4, et peut également fonctionner avec de l'IPv6, comme l'illustre l'exemple suivant :
```
  
dig
  
-6
 
@k.root-servers.net
 
.
 
ns
 
+bufsize
=
1024

 
;
 
<<>>
 
DiG
 
9
.7.0-P1
 
<<>>
 
-6
 
@k.root-servers.net
 
.
 
ns
 
+bufsize
=
1024

 
;
 
(
1
 
server
 
found
)

 
;;
 
global
 
options:
 
+cmd

 
;;
 
Got
 
answer:

 
;;
 
->>HEADER
<<- opco
de:
 
QUERY,
 
status:
 
NOERROR,
 
id:
 
38130

 
;;
 
flags:
 
qr
 
aa
 
rd
;
 
QUERY:
 
1
,
 
ANSWER:
 
13
,
 
AUTHORITY:
 
0
,
 
ADDITIONAL:
 
22

 
;;
 
WARNING:
 
recursion
 
requested
 
but
 
not
 
available

 

 
;;
 
OPT
 
PSEUDOSECTION:

 
;
 
EDNS:
 
version:
 
0
,
 
flags:
;
 
udp:
 
4096

 
;;
 
QUESTION
 
SECTION:

 
;
.
				
IN
	
NS

 

 
;;
 
ANSWER
 
SECTION:

 
.
			
518400
	
IN
	
NS
	
a.root-servers.net.

 
.
			
518400
	
IN
	
NS
	
b.root-servers.net.

 
.
			
518400
	
IN
	
NS
	
c.root-servers.net.

 
.
			
518400
	
IN
	
NS
	
d.root-servers.net.

 
.
			
518400
	
IN
	
NS
	
e.root-servers.net.

 
.
			
518400
	
IN
	
NS
	
f.root-servers.net.

 
.
			
518400
	
IN
	
NS
	
g.root-servers.net.

 
.
			
518400
	
IN
	
NS
	
h.root-servers.net.

 
.
			
518400
	
IN
	
NS
	
i.root-servers.net.

 
.
			
518400
	
IN
	
NS
	
j.root-servers.net.

 
.
			
518400
	
IN
	
NS
	
k.root-servers.net.

 
.
			
518400
	
IN
	
NS
	
l.root-servers.net.

 
.
			
518400
	
IN
	
NS
	
m.root-servers.net.

 

 
;;
 
ADDITIONAL
 
SECTION:
 

 
a.root-servers.net.
	
518400
	
IN
	
A
	
198
.41.0.4
 

 
b.root-servers.net.
	
518400
	
IN
	
A
	
192
.228.79.201

 
c.root-servers.net.
	
518400
	
IN
	
A
	
192
.33.4.12
 

 
d.root-servers.net.
	
518400
	
IN
	
A
	
128
.8.10.90

 
e.root-servers.net.
	
518400
	
IN
	
A
	
192
.203.230.10

 
f.root-servers.net.
	
518400
	
IN
	
A
	
192
.5.5.241

 
g.root-servers.net.
	
518400
	
IN
	
A
	
192
.112.36.4

 
h.root-servers.net.
	
518400
	
IN
	
A
	
128
.63.2.53

 
i.root-servers.net.
	
518400
	
IN
	
A
	
192
.36.148.17

 
j.root-servers.net.
	
518400
	
IN
	
A
	
192
.58.128.30

 
k.root-servers.net.
	
518400
	
IN
	
A
	
193
.0.14.129

 
l.root-servers.net.
	
518400
	
IN
	
A
	
199
.7.83.42
 

 
m.root-servers.net.
	
518400
	
IN
	
A
	
202
.12.27.33

 
a.root-servers.net.
	
518400
	
IN
	
AAAA
	
2001
:503:ba3e::2:30

 
f.root-servers.net.
	
518400
	
IN
	
AAAA
	
2001
:500:2f::f

 
h.root-servers.net.
	
518400
	
IN
	
AAAA
	
2001
:500:1::803f:235

 
i.root-servers.net.
	
518400
	
IN
	
AAAA
	
2001
:7fe::53

 
j.root-servers.net.
	
518400
	
IN
	
AAAA
	
2001
:503:c27::2:30

 
k.root-servers.net.
	
518400
	
IN
	
AAAA
	
2001
:7fd::1

 
l.root-servers.net.
	
518400
	
IN
	
AAAA
	
2001
:500:3::42

 
m.root-servers.net.
	
518400
	
IN
	
AAAA
	
2001
:dc3::35

 

 
;;
 
Query
 
time:
 
175
 
msec

 
;;
 
SERVER:
 
2001
:7fd::1#53
(
2001
:7fd::1
)

 
;;
 
WHEN:
 
Wed
 
Jul
  
7
 
17
:22:17
 
2010

 
;;
 
MSG
 
SIZE
  
rcvd:
 
671

```